# Cyclo-cross international de Marle
Le Cyclo-cross international de Marle est une compétition de cyclo-cross disputée à Marle, dans le département de l'Aisne, en France.
Créée par Daniel Beaufort cette épreuve remplace le cyclo-cross de Dercy (Aisne). Rare compétition française classée en C2, elle permet chaque 1er novembre de retrouver les meilleurs Français qui se frottent à quelques internationaux.
Organisé de 2004 à 2015 le cyclo-cross de Marle disparaît du calendrier en 2016.

## Palmarès
| Année | Vainqueur         | Deuxième        | Troisième       |
| ----- | ----------------- | --------------- | --------------- |
| 2004  | Geoffrey Clochez  | Maarten Nijland | Arnaud Labbe    |
| 2005  | Gerben de Knegt   | Malte Urban     | Thijs Al        |
| 2006  | Steve Chainel     | Marco Bianco    | Nicolas Bazin   |
| 2007  | Francis Mourey    | Steve Chainel   | Ludovic Mercier |
| 2008  | Francis Mourey    | Erwin Vervecken | Ludovic Dubau   |
| 2009  | Francis Mourey    | John Gadret     | Steve Chainel   |
| 2010  | Francis Mourey    | John Gadret     | Romain Lejeune  |
| 2011  | Francis Mourey    | Steve Chainel   | John Gadret     |
| 2012  | Francis Mourey    | John Gadret     | Julien Roussel  |
| 2013  | Francis Mourey    | Micki van Empel | Nicolas Bazin   |
| 2014  | Clément Venturini | Francis Mourey  | Sascha Weber    |
| 2015  | Clément Venturini | Francis Mourey  | Stan Godrie     |